# 558年
| 千纪： | 1千纪 |
| 世纪： | 5世纪 \| 6世纪 \| 7世纪                                                                                              |
| 年代： | 520年代 \| 530年代 \| 540年代 \| 550年代 \| 560年代 \| 570年代 \| 580年代                                            |
| 年份： | 553年 \| 554年 \| 555年 \| 556年 \| 557年 \| 558年 \| 559年 \| 560年 \| 561年 \| 562年 \| 563年                      |
| 纪年： | 戊寅年（虎年）；南朝梁天启元年；高昌建昌四年；北齊天保九年；西梁大定四年；南朝陳永定二年；北周明帝二年；新罗開國八年 |

## 大事记
- 陳霸先殺梁敬帝
- 克洛維一世的幼子克洛泰爾一世再度統一法蘭克王國。
- 西突厥汗國與薩珊波斯瓜分嚈噠帝國

## 出生
- 麥鐵杖 - 隋朝大將軍。

## 逝世
- 明敬皇后（北周獨孤王后）（6世紀－558年5月14日）
- 梁敬帝蕭方智，南梁末代皇帝